# Scopula subangularia
Scopula subangularia är en fjärilsart som beskrevs av Herrich-Schäffer 1839. Scopula subangularia ingår i släktet Scopula och familjen mätare. Inga underarter finns listade.